# 지대한 (2001년)
지대한(2001년 ~ )은 대한민국의 어린이 배우이다.

## 이력
그는 스리랑카 출신의 아버지와 대한민국 출신의 어머니 사이에서 태어났다. 2012년 영화 《마이 리틀 히어로》의 아역 주연을 통하여 영화배우로 첫 데뷔하였다.
관산중학교 및 안산디자인문화고등학교 공연콘텐츠과 졸업 후 현재 서울예술대학교 연기 전공에 재학 중이다.

## 출연작
드라마
• 2024년 <유어아너> 티랍 역

### 영화
- 2012년 《마이 리틀 히어로》
- 2019년 《변신》
- 2021년 《밤빛》